# Ульяна Кравченко
Ульяна Кравченко (укр. Уляна Кравченко, настоящие имя и фамилия — Юлия Юльевна Шнайдер; 18 апреля 1860, Николаев, Австро-Венгрия — 31 марта 1947, Пшемысль, Польша) — украинская поэтесса и писательница немецкого происхождения.

## Биография
Родилась в семье украинизированного немца, комиссара Жидачевского повята. Её отец был заметным человеком в общественно-политического жизни Галиции 1860-х годов — сторонником украинского народнического движения. Мать писательницы — Юлия Лопушанская, происходила из семьи греко-католического священника, воспитывала дочь в любви к народной песне и слову. Увлечению Ульяны литературой способствовало и то, что семья проживала в доме бурмистра города Леонтия Устияновича, отца поэта и писателя Н. Устияновича.
Получила начальное домашнее образование, а с 1877, после переезда во Львов — в учительской семинарии. Под влиянием стихов Ивана Франко начала писать и самостоятельно изучать украинский язык. После окончания семинарии с 1881 учительствовала в галицких городках и селах. В том же году напечатала в журнале «Заря» свои первые стихи и рассказы «Калитка». При содействии Франко, сыгравшего значительную роль в её жизни, появилось в печати большинство произведений Ульяны Кравченко.
В 1885 перешла на работу в 6-классную украинскую женскую школу, так называемый Институт василианок во Львове. Однако уже в ноябре того же года за поддержку украинского фонетического правописания и популяризацию идей Ивана Франко и Михаила Драгоманова была уволена с должности учительницы.
Принимала активное участие в женском эмансипационного движении Галиции за предоставление женщинам равноправия в общественной, трудовой и семейной жизни.
С 1920 жила у дочери в Перемышле (ныне Пшемысль, Польша), где и умерла.

## Творчество
В 1885 году увидела свет книга её стихов «Prima Vera» (под редакцией И. Франко). В 1887 опубликовала сборник очерков автобиографического характера «Воспоминания учительницы» о запущенном состоянии народного образования в Галичине и тяжёлой судьбе учителя в частности.
Публиковалась в альманахах: «Перший вінок», «Вік», «За красою», журналах «Житє і слово», «Дзвінок», «Літературно-науковий вістник», «Жіноча доля» и др.
В 1891 в «Литературно-научной библиотеке» под псевдонимом Ульяна Кравченко опубликовала поэтическую книгу «На новий шлях».
Автор поэтических книг: «В житті є щось» (1929), «Для неї — все!» (1931), нескольких сборников стихов для детей и юношества — «Проліски», «В дорогу» (обе — 1921), «Лебедина пісня» (1924), «Шелести нам, барвіночку» (1932).
В поэзии Ульяны Кравченко преобладают социальные мотивы, национально-освободительные идеи («Украине», цикл «Мысли»), характерна тема раскрепощения женщины («Вагання», «Жінко, невольнице звичаїв темна»).
С увлечением писала о И. Франко и его единомышленниках (циклы стихов «Титаны» и «Мирону»). Является мастером интимной и пейзажной лирики («Моя любовь», цикл «В утесах»). Отдельные её стихи 1920—1930-х годов проникнуты мистическим настроением.
Оставила заметный след в украинской прозе. В 1934 опубликовала сборник «Вместо биографии», содержащий афоризмы, лаконичные размышления-заметки о наблюдаемом в природе и обществе, рисунки с натуры, рассуждения о человеческой жизни и т. д.
Автор воспоминаний о Франко («Великая дружба», 1940; «Истинный друг и учитель», 1941). Её переписка с И.Франко на протяжении 1883—1915 годов содержит ценный историко-литературный материал.